# サッカーキプロス代表
サッカーキプロス代表（サッカーキプロスだいひょう、ギリシア語: Εθνική ομάδα ποδοσφαίρου της Κύπρου、トルコ語:Kıbrıs Cumhuriyeti millî futbol takımı）は、キプロスサッカー協会（CFA）によって編成されるキプロスのサッカーのナショナルチームである。
FIFAワールドカップ及びUEFA欧州選手権本大会への出場はない。

## 歴史
1960年にイスラエルと初の国際試合を行い1-1で引き分けた。1963年にギリシャとの親善試合で3-1で勝利し、国際試合初の勝利を挙げた。
UEFA欧州選手権1984予選でイタリアと1-1で引き分け、1989年にはW杯予選でフランスと1-1で引き分けるなどホームではたびたび結果を残したが、長らくW杯や欧州予選でのアウェー勝利はなかった。1992年にW杯予選でフェロー諸島を2-0で破り、初のアウェーでの勝利を記録した。
UEFA EURO 2000予選ではホームでの初戦でスペインに3-2で勝利する大金星を挙げ、グループ最終戦で勝てばプレーオフ進出という場面に持ち込んだが、アウェーでオーストリアに敗れ敗退した。
UEFA EURO 2008予選ではホームでアイルランドに5-2で勝利、ドイツには1-1のドローに持ち込むなど健闘が光った。
2010年9月3日、UEFA EURO 2012予選のアウェーでの初戦・ポルトガル戦で、打ち合いの末試合終了間際に追いつき4-4で引き分ける番狂わせを演じた。直後に発表されたFIFAランキングで前月から一気に20ランクアップし過去最高の43位を記録したが、近年は100位以下に低迷している。

## FIFAワールドカップの成績
- 1930 ～ 1958 不参加
- 1962 ～ 2018 予選敗退

## UEFA欧州選手権の成績
- 1960 ～ 1964 不参加
- 1968 ～ 2016 予選敗退

## 歴代選手

### GK
- アントニス・ゲオルガリデス
- コンスタンティノス・パナギ
- ネオフィトス・ミカエル
- デメトリス・デメトリウ
- ユルコ・パルド
- アナスタシオス・キッカス
- ジョエル・モール

### DF
- エリアス・ハラランブス
- ジェイソン・デメトリウ
- ネクタリオス・アレクサンドル
- ヴァレンティノス・シエリス
- コンスタンティノス・ライフィス
- マリオス・アントニアデス
- マリオス・スティリアヌ
- ドッサ・ジュニオール
- アンドレアス・カロ
- コンスタンティノス・ソティリウ
- ニコラス・ロアンヌ
- パリス・プサルティス
- ミナス・アントニウ
- ゲオルギオス・メルキス
- ステリオス・アンドレウ
- ニコラス・パナギオトゥ
- コンスタンティノス・ピレアス

### MF
- コンスタンティノス・ハラランビデス
- マリオス・ニコラウ
- ゲオルギオス・エフレム
- アンドレアス・アヴラーム
- ヴァンサン・ラバン
- コスタキス・アルティマタス
- グリゴリス・カスタノス
- ハラランボス・キリアコフ
- アンソニー・ジョルジウ
- ジャック・ロールズ
- ヤニス・クスロス
- マティヤ・シュポリャリッチ
- レナト・マルガサ
- ヨルゴス・イコノミディス
- アレクサンドロス・ゴギッチ
- ヨアニス・コソロス
- アントニス・マルティ
- ラファイル・ママス
- ハラランポス・ハラランプス
- アンドレアス・クリソストモ

### FW
- ヨアンニス・オッカス
- ミハリス・コンスタンティノー
- デメトリス・フリストフィ
- ネストラス・ミティディス
- ピエロス・ソティリウ
- アンドレアス・マクリス
- ヨアンニス・ピタス
- ロイゾス・ロイズ
- マリオス・イリア
- フォティオス・パプリス
- パナギオティス・ザハリウ
- マリノス・ツィオニス

## 歴代記録
2016年11月13日現在

### 通算出場数ランキング
| 順位 | 選手                               | 期間      | 出場 | 得点 |
| ---- | ---------------------------------- | --------- | ---- | ---- |
| 1    | ヨアンニス・オッカス               | 1997-2011 | 106  | 27   |
| 2    | ミハリス・コンスタンティノー       | 1998-2012 | 86   | 32   |
| 3    | コンスタンティノス・ハラランビデス | 2003-     | 87   | 12   |
| 4    | パンボス・ピタス                   | 1987-1999 | 82   | 7    |
| 5    | コンスタンティノス・マクリデス     | 2004-     | 77   | 5    |

### 通算得点数ランキング
| 順位 | 選手                               | 期間      | 出場 | 得点 |
| ---- | ---------------------------------- | --------- | ---- | ---- |
| 1    | ミハリス・コンスタンティノー       | 1998-2012 | 86   | 32   |
| 2    | ヨアンニス・オッカス               | 1997-2011 | 106  | 27   |
| 3    | コンスタンティノス・ハラランビデス | 2003-     | 87   | 12   |
| 4    | エフスタシオス・アロネフティス     | 2005-     | 62   | 10   |
| 4    | マリオス・アガトクレオウス         | 1994-2003 | 38   | 10   |